# Yao Yan (Tischtennisspielerin)
Yao Yan (chinesisch 姚彦, Pinyin Yáo Yan; * 22. August 1988) ist eine chinesische Tischtennisspielerin. Bei der Weltmeisterschaft 2009 gewann sie im Mixed-Wettbewerb eine Bronzemedaille.                                                                                                                                                                                          

## Turnierergebnisse
| Verband | Veranstaltung     | Jahr | Ort           | Land | Einzel        | Doppel        | Mixed      | Team |
| ------- | ----------------- | ---- | ------------- | ---- | ------------- | ------------- | ---------- | ---- |
| CHN     | World Tour        | 2012 | Kuweit-Stadt  | KUW  | Qual.         | letzte 16     |            |      |
| CHN     | World Tour        | 2012 | Doha          | QAT  | letzte 32     | Halbfinale    |            |      |
| CHN     | Pro Tour          | 2010 | Kuweit-Stadt  | KUW  | letzte 32     | letzte 16     |            |      |
| CHN     | Pro Tour          | 2010 | Doha          | QAT  | Viertelfinale | letzte 16     |            |      |
| CHN     | Pro Tour          | 2009 | Frederikshavn | DEN  | Halbfinale    | Halbfinale    |            |      |
| CHN     | Pro Tour          | 2009 | Doha          | QAT  | Viertelfinale | Viertelfinale |            |      |
| CHN     | Pro Tour          | 2008 | Shanghai      | CHN  | letzte 16     | letzte 16     |            |      |
| CHN     | Pro Tour          | 2007 | Stockholm     | SWE  | letzte 32     | Viertelfinale |            |      |
| CHN     | Pro Tour          | 2007 | Bremen        | GER  | letzte 32     | Viertelfinale |            |      |
| CHN     | Pro Tour          | 2007 | Chiba         | JPN  | letzte 32     | letzte 16     |            |      |
| CHN     | Weltmeisterschaft | 2009 | Yokohama      | JPN  | letzte 128    |               | Halbfinale |      |
| CHN     | Weltmeisterschaft | 2007 | Zagreb        | CRO  | letzte 16     |               | letzte 64  |      |

## Privat
Yao Yan ist mit dem chinesischen Tischtennisprofi Xu Xin verheiratet.